# Pandolfo II de Salerno
Pandolfo o Pandulfo II (?-13 de julio del 982), segundo príncipe del linaje de los príncipes de Capua, fue brevemente príncipe de Salerno, entre marzo y el otoño del 981.

## Breve reinado en Salerno
Era el segundogénito de Pandulfo Cabeza de Hierro. Gisulfo I de Salerno, que carecía de descendencia y a quien Pandulfo padre había devuelto el principado de Salerno, lo escogió como heredero. En consecuencia, a la muerte de Gisulfo en el 977, Pandulfo y su hijo administraron conjuntamente Salerno. Pandulfo padre falleció a su vez en marzo del 981 y el gran principado de Salerno se repartió entre Pandolfo II (que gobernó solo en Salerno) y su hermano mayor Landolfo IV, a quien le correspondieron Capua y Benevento.
La gran juventud de Pandolfo impulsó al duque Manso de Amalfi a arrebatarle su territorio en el otoño del 981. Manso logró luego que el emperador Otón II ratificase su posesión de Salerno. Pandolfo nunca regresó al principado: en el 982 fue a ayudar a su hermano, que se había refugiado en Capua después de una revuelta. Luego los dos hermanos se unieron al ejército del emperador en Calabria. Ambos perecieron en el batalla de Stilo el 13 de julio del 982.